# Estación Central de Huehuetoca
Central de Huehuetoca fue una estación central de trenes que se encuentra en la Huehuetoca, Estado de México.

## Historia
El 8 de septiembre de 1880 el gobierno mexicano otorgó a la Compañía Bostoniana del Ferrocarril Central Mexicano, la concesión para construir una línea férrea entre México y Paso del Norte (hoy Ciudad Juárez). Se comenzaron a instalar los rieles el 15 de septiembre de 1880 terminándose la línea en marzo de 1884.
El 7 de agosto de 2017, abrió el Parque Museo del Ferrocarril en lo que era la antigua estructura de la estación, esto con un costo de 9 millones 988 mil pesos.